# Eiskunstlauf-Europameisterschaften 1930
Die 29. Eiskunstlauf-Europameisterschaft der Herren fand 1930 in Berlin statt. Zum ersten Mal gab es eine Damen- und eine Paarkonkurrenz; diese wurden in Wien ausgetragen.

## Ergebnisse

### Herren
| Platz | Sportler          | Land             |
| ----- | ----------------- | ---------------- |
| 1     | Karl Schäfer      | Österreich       |
| 2     | Otto Gold         | Tschechoslowakei |
| 3     | Marcus Nikkanen   | Finnland         |
| 4     | Herbert Haertel   | Deutsches Reich  |
| 5     | Ernst Baier       | Deutsches Reich  |
| 6     | Josef Bernhauser  | Österreich       |
| 7     | Rudolf Praznowski | Tschechoslowakei |
| 8     | Benno Wellmann    | Deutsches Reich  |
| 9     | Otto Zappe        | Tschechoslowakei |

### Damen
| Platz | Sportlerin       | Land                   |
| ----- | ---------------- | ---------------------- |
| 1     | Fritzi Burger    | Österreich             |
| 2     | Ilse Hornung     | Österreich             |
| 3     | Vivi-Anne Hultén | Schweden               |
| 4     | Lilly Weiler     | Österreich             |
| 5     | Gerda Hornung    | Österreich             |
| 6     | Edel Randem      | Norwegen               |
| 7     | Yvonne de Ligne  | Belgien                |
| 8     | Kathleen Shaw    | Vereinigtes Königreich |
| 9     | Lilly Kuhn       | Schweiz                |

### Paare
| Platz | Sportler                                | Land             |
| ----- | --------------------------------------- | ---------------- |
| 1     | Olga Orgonista / Sándor Szalay          | Ungarn           |
| 2     | Emília Rotter / László Szollás          | Ungarn           |
| 3     | Gisela Hochhaltinger / Otto Preissecker | Österreich       |
| 4     | Olga Philipovits / Rezső Dillinger      | Ungarn           |
| 5     | Idi Papez / Karl Zwack                  | Österreich       |
| 6     | Ridi Jauernik / Pepo Jauernik           | Österreich       |
| 7     | Else Hoppe / Oscar Hoppe                | Tschechoslowakei |